# Landesarbeitsgericht Schleswig-Holstein
Das Landesarbeitsgericht Schleswig-Holstein ist das Landesarbeitsgericht (LAG) des Bundeslandes Schleswig-Holstein. Seit 2017 steht Marlies Heimann als Präsidentin an der Spitze des Gerichts.

## Gerichtssitz und -bezirk
Das LAG hat seinen Sitz in Kiel. Der Gerichtsbezirk umfasst das gesamte Gebiet des Bundeslandes.

## Geschichte
Gemäß Arbeitsgerichtsgesetz vom 23. Dezember 1926 wurden in Deutschland Arbeitsgerichte gebildet. Diese waren nur in der ersten Instanz organisatorisch selbstständige Gerichte, die Landesarbeitsgerichte waren den Landgerichten zugeordnet. Am Landgericht Kiel entstand so 1927 das Landesarbeitsgericht Kiel als eines von drei Landesarbeitsgerichten im Bezirk des Oberlandesgerichts Kiel. Dem Landesarbeitsgericht waren die Arbeitsgerichte Flensburg, Husum, Kiel, Neumünster, Oldenburg (Holstein), Holstein, Rendsburg, Westerland und Wyl.
Mit dem Groß-Hamburg-Gesetz von 1937 wurde ein Landesarbeitsgericht Lübeck geschaffen und das Arbeitsgericht Oldenburg (Holstein) diesem zugeordnet.
Nach der Besetzung Deutschlands durch die Alliierten wurden 1945 zunächst alle Gerichte geschlossen. Die ordentlichen Gerichte wurden schon bald wieder eröffnet, während die Arbeitsgerichte zunächst nicht wieder eingerichtet wurden, so dass arbeitsgerichtliche Streitigkeiten von den ordentlichen Gerichten erledigt werden mussten. Gemäß Kontrollratsgesetz 21 sollten in Deutschland Arbeitsgerichte aufgebaut werden. Hierbei wurde für ganz Schleswig-Holstein nur ein Landesarbeitsgericht, das Landesarbeitsgericht Schleswig-Holstein mit Sitz bis Mai 1947 in Rendsburg und dann in Kiel gebildet. Diesem waren zunächst die Arbeitsgerichte Elmshorn, Flensburg, Heide, Kiel, Lübeck, Neumünster, Bad Oldesloe, Rendsburg und Schleswig nachgeordnet.

## Gerichtsgebäude
Das LAG befindet sich in der Deliusstraße 22, im Gerichtshaus, in dem auch das Amtsgericht Kiel und das Arbeitsgericht Kiel untergebracht sind.

## Über- und nachgeordnete Gerichte
Dem LAG ist das Bundesarbeitsgericht übergeordnet. Nachgeordnete Gerichte sind die Arbeitsgerichte Elmshorn, Flensburg, Kiel, Lübeck und Neumünster.

## Leitung
- Ab 25. November 1946: Hans Gramm (* 29. Januar 1908)
- Ab 1. Dezember 1973: Wolfram Zitscher (* 25. März 1924)
- Ab 1. Juni 1989: Ninon Colneric
- 2001 bis 2009: Alexander Ostrowicz
- Ab 2010: Birgit Willikonsky
- seit 2017: Marlies Heimann; war von 2009 bis 2017 Vizepräsidentin.[7]